# Peltandra sagittifolia
Peltandra sagittifolia är en kallaväxtart som först beskrevs av André Michaux, och fick sitt nu gällande namn av Thomas Morong. Peltandra sagittifolia ingår i släktet Peltandra och familjen kallaväxter. Inga underarter finns listade.